# Robert Brasillach
Robert Brasillach (ur. 31 marca 1909 w Perpignan, zm. 6 lutego 1945 w Fort Montrouge koło Paryża) – francuski poeta, dramaturg, prozaik, krytyk literacki, publicysta i tłumacz. Po II wojnie światowej skazany na karę śmierci za kolaborację z Niemcami.
W latach 30. XX wieku prowadził dział literacki w piśmie L’Action française, publikując również teksty o podobnej tematyce w Gringoire, Mesures czy La Nouvelle Revue Française, natomiast w Revue universelle – Brasillach publikował artykuły o teatrze i kinie. W 1931 roku debiutował esejem Présence de Virgile, a w 1932 roku jako dramaturg sztuką Domremy i pierwszą powieścią Le Voleur d’étincelles. W sumie był autorem blisko 30 pozycji książkowych w tym między innymi współautorem jednego z pierwszych opracowań historii sztuki filmowej pt. Histoire de cinéma, wydanego w 1935 roku, a także Histoire de la guerre d’Espagne poświęconej wojnie domowej w Hiszpanii.
W 1934 roku po paryskiej masakrze demonstrantów opozycji monarchistyczno-nacjonalistycznej przeciwko rządom Kartelu Lewicy, zakończonych rozruchami i walkami z policją (tzw. kryzys 6 lutego), Brasillach związał się z redakcją nacjonalistycznego tygodnika Je suis partout, którego w 1937 roku został redaktorem naczelnym. W czasie II wojny światowej dostał się podczas kampanii czerwcowej 1940 roku do niemieckiej niewoli i do wiosny 1941 roku jako jeniec przebywał w oflagu Neuf-Brisach. Został z niego zwolniony w zamian za współpracę z rządem Vichy. W okresie od 25 kwietnia 1941 do lipca 1943 roku ponownie współpracował z redakcją tygodnika Je suis partout. Na łamach tego pisma publikował poufne informacje i donosy na temat członków francuskiego ruchu oporu oraz osób pochodzenia żydowskiego i wzywał władze do ich rozstrzeliwania. Wziął udział w delegacji do Katynia, po której napisał reportaż obciążający odpowiedzialnością za zbrodnię katyńską sowietów.
W 1944 roku po wyzwoleniu Paryża został aresztowany i skazany za kolaborację na karę śmierci przez rozstrzelanie. Robert Brasillach został stracony 6 lutego 1945 w Fort Montrouge koło Paryża. O jego ułaskawienie prosili: Albert Camus, Paul Claudel i Jean Cocteau.